# Marienburger SC
Der Marienburger Sport-Club 1920 e. V. ist ein Tennis- und Hockeyverein aus dem Kölner Süden.
Die Wurzeln des Vereins liegen im Kölner Stadtteil Marienburg. Das von altem Waldbestand umgebene Vereinsgelände befindet sich jedoch direkt am Forstbotanischen Garten im Stadtteil Rodenkirchen. Es beinhaltet 16 Tennisplätze, eine Sporthalle mit vier Tennisplätzen, einen Hockeyplatz mit Kunstrasen und Flutlicht, einen Hockeyplatz mit Naturrasen und eine Hockeyhalle.

## Hockey
Die erste Herrenmannschaft des Vereins spielt seit der Saison 2019/2020 in der 2. Feldhockey-Bundesliga (Herren). Dies gelang der ersten Herrenmannschaft zuletzt in der Saison 2007/2008. In der Halle spielt das Team zurzeit in der Oberliga. Die ersten Hockeydamen spielen im Feld wie in der Halle in der 1. Verbandsliga.
Vor allem die Hockeyjugend hat in den vergangenen Jahren immer wieder auf sich aufmerksam gemacht: 2017 erreichte die Männliche Jugend B die Endrunde der Deutschen Meisterschaften beim HC Georgsmarienhütte und sicherte sich hinter Uhlenhorst Mülheim, SC Frankfurt 80 und dem Club an der Alster den 4. Platz.

## Tennis
Die Tennisdamen des Vereins sind in der Saison 2019 Meister der 2. Bundesliga (Nord) geworden. Dieser Erfolg war insofern historisch, als das Team pünktlich zum 100. Clubjubiläum im Jahr 2020 erstmals in der 1. Tennis-Bundesliga (Damen) antritt. Die Tennisherren spielen derweil seit Jahren in der drittklassigen Regionalliga-West.

## Leichtathletik
Bis zum Ende der 1920er Jahre gab es auch eine Leichtathletikabteilung. Bekannte Athleten waren der Weitspringer Rudolf Dobermann, der dreimal die Deutsche Meisterschaft gewann, und der Zehnkämpfer Hermann Lemperle, deutscher Vizemeister 1928. Beide nahmen an den Olympischen Spielen 1928 in Amsterdam teil.